# Verbotene Liebe (film 1920)
Verbotene Liebe è un film muto del 1920 prodotto e diretto da Erik Lund

## Trama
Verbotene Liebe è un film tedesco muto del 1920, diretto da Richard Oswald. Il film appartiene al genere del cinema sociale e affronta tematiche considerate controverse per l’epoca, in particolare la sessualità e le malattie veneree.
La storia segue il dramma di una giovane donna, interpretata da Conrad Veidt e Erna Morena, che si innamora di un uomo affascinante ma segnato da un oscuro segreto. Quando i due iniziano una relazione, la protagonista scopre che il suo amato è affetto da una malattia sessualmente trasmissibile, un tema tabù all’epoca. La rivelazione mette in crisi il loro rapporto e solleva questioni morali e sociali, costringendo i protagonisti a confrontarsi con il giudizio della società e con il peso delle loro scelte.
Il film si inserisce nel filone del cinema educativo tedesco di quegli anni, un periodo in cui il cinema veniva utilizzato anche per sensibilizzare il pubblico su temi di salute pubblica. Pur avendo intenti didattici, il film non rinuncia a una narrazione emotivamente coinvolgente e a una rappresentazione visivamente espressiva, tipica del cinema espressionista tedesco.

## Produzione
Il film fu prodotto dalla Ring-Film GmbH (Berlin).

## Distribuzione
Uscì nelle sale cinematografiche tedesche con un visto di censura dell'ottobre 1919.